# Геррі Браун
Геррі Браун (англ. Gerry Browne, нар. 9 грудня 1944) — тринідадський футболіст, який грав на позиції нападника. Відомий за виступами в низці тринідадських клубів, клубі Північноамериканської футбольної ліги «Вашингтон Дартс», та національній збірній Тринідаду і Тобаго.

## Клубна кар'єра
Геррі Браун розпочав займатися футболом у клубі «Бельмонт Бойс». У дорослому футболі почав грати в клубі «Бельмонт Кольтс», пізніше перейшов до клубу «Парагон». У 1964 році футболіст перейшов до клубу «Дефенс Форс», у якому грав до 1967 року. У 1968 році Браун перейшов до клубу Американської футбольної ліги «Вашингтон Дартс», у складі якого двічі став переможцем ліги в 1968 і 1969 роках. З 1970 року клуб став грати в Північноамериканській футбольній лізі, а Браун грав у складі «Вашингтон Дартс» до 1971 року, після чого завершив виступи на футбольних полях.

## Виступи за збірну
У 1965 році Геррі Браун дебютував у складі національної збірної Тринідаду і Тобаго. У складі збірної брав участь у дебютному для збірної Тринідаду і Тобаго чемпіонаті націй КОНКАКАФ 1967 року, на якому команда посіла 4 місце. Після чемпіонату до складу збірної не запрошувався.